# Bingoal Cycling Cup 2021
De Bingoal Cycling Cup - Beker van België 2021 is de derde editie - onder die naam - van dit regelmatigheidscriterium in het Belgische wielrennen voor beroepswielenners.
Het is de opvolger van de Napoleon Games Cup 2018 - Beker van België, maar van 2019 tot 2021 met een nieuwe sponsor en 10 wedstrijden.

## Uitslagen
| Datum        | Wedstrijd                       | Winnaar              | Tweede             | Derde             | Leider puntenklassement |
| ------------ | ------------------------------- | -------------------- | ------------------ | ----------------- | ----------------------- |
| 2 maart      | GP Le Samyn                     | Tim Merlier          | Rasmus Tiller      | Andrea Pasqualon  | Tim Merlier             |
| 7 maart      | Grote Prijs Jean-Pierre Monseré | Tim Merlier          | Mark Cavendish     | Timothy Dupont    | Tim Merlier             |
| 13 mei       | Circuit de Wallonie             | Christophe Laporte   | Marc Sarreau       | Laurence Pithie   | Tim Merlier             |
| 5 juni       | Dwars door het Hageland         | Rasmus Tiller        | Danny van Poppel   | Yves Lampaert     | Tim Merlier             |
| 15 augustus  | Grote Prijs Jef Scherens        | Niccolò Bonifazio    | Nacer Bouhanni     | Gianni Vermeersch | Tim Merlier             |
| 20 augustus  | Grote Prijs Marcel Kint         | Álvaro Hodeg         | Tim Merlier        | Danny van Poppel  | Tim Merlier             |
| 12 september | Antwerp Port Epic               | Mathieu van der Poel | Taco van der Hoorn | Tim Merlier       | Tim Merlier             |
| 17 september | Kampioenschap van Vlaanderen    | Jasper Philipsen     | Dylan Groenewegen  | Martin Laas       | Tim Merlier             |